# Маршен
Марше́н (фр. Marchin, валлон. Mårcin) — коммуна в Валлонии, расположенная в провинции Льеж, округ Юи. Принадлежит Французскому языковому сообществу Бельгии. На площади 30 км² проживают 5114 человек (плотность населения — 170 чел./км²), из которых 49,34 % — мужчины и 50,66 % — женщины. Средний годовой доход на душу населения в 2003 году составлял 11 506 евро.
Почтовый код: 4570. Телефонный код: 085.